# Pietro I Candiano
Pietro I Candiano (842 – Venezia, 18 settembre 887) fu, secondo la tradizione, il 16º doge del Ducato di Venezia.

## Biografia
Il suo breve governo durò appena cinque mesi, ma fu molto significativo sin dal momento della sua elezione. Il Candiano fu infatti acclamato doge dal popolo il 17 aprile 887, essendo ancora in carica il predecessore Giovanni II Partecipazio. Quest'ultimo ebbe il compito di legittimare questo evento, di fatto rivoluzionario, trasmettendo al successore le insegne del potere. Alla morte del Candiano, Giovanni era ancora in vita ma lasciò che il popolo scegliesse il governante che preferiva.
La famiglia Candiano aveva fatto da poco la sua comparsa nella scena politica veneziana, in linea con il processo di sviluppo sociale ed economico che interessò Venezia a partire dalla seconda metà del IX secolo. La casata si ritroverà ai vertici del Ducato per la gran parte del X secolo e, sul modello di Pietro, basò il proprio successo proprio sul consenso del popolo.
La sua prematura scomparsa impedì al doge perlomeno di abbozzare una politica interna, mentre è possibile delineare la base della sua azione all'estero all'insegna degli interessi mercantili veneziani.
Intendeva infatti neutralizzare i corsari Slavi, in particolare Narentani, che infestavano le coste dalmate e contro di questi organizzò due spedizioni militari. La prima non ebbe successo; la seconda, cui partecipò lo stesso doge a capo di dodici navi, raggiunse Macarsca e si concluse il 18 settembre con un breve scontro a terra che vide la disfatta dei Veneziani e la morte del Candiano stesso. Il suo corpo fu sottratto da un suo soldato di nome Andrea Tribuno che lo fece seppellire nella Basilica di Sant'Eufemia di Grado.
Da questo momento, l'atteggiamento del Ducato nei confronti degli Slavi venne ridimensionato, tant'è che solo un secolo dopo, durante il dogato di Pietro II Orseolo, si ebbe un'altra spedizione militare. I traffici mercantili veneziani, peraltro, non si interruppero, segno che il governo aveva raggiunto un accordo (forse dietro pagamento di tributi) con i pirati.